# Дюбуа де Монперё, Фредерик
Фредерик Дюбуа де Монперё (фр. Frédéric DuBois de Montperreux; 28 мая 1798 — 7 мая 1850) — швейцарец французского происхождения, археолог, путешественник, этнограф, натуралист. В России известен главным образом благодаря предпринятому им в 1831—1834 годах путешествию в Крым и на Кавказ, результаты которого он изложил в шеститомном труде «Путешествие вокруг Кавказа у черкесов и абхазов, в Колхиде, Грузии, Армении и в Крыму» с приложением атласа, содержащего множество рисунков, чертежей и схем, сделанных автором во время его исследований.

## Биография
Фредерик Дюбуа родился в семье уроженцев горного региона Невшателя в Швейцарии. Происходил из обедневшего дворянского рода — его предки ещё в XVI веке обосновались в поселке Монперэ, близ города Локль. Позднее это даст основание Фредерику Дюбуа присоединить к своему имени «де Монперё». Его отец — Шарль Дюбуа, занимался торговлей кружевами, мать — Мари-Анн Ларди д’Овернье. Детство будущего ученого прошло на берегу Невшательского озера. В его записях сохранились следующие строки: «Если мне и позволительно чем-то гордиться, то, конечно, мыслью о том, что я — уроженец Невшателя».
Первоначальное образование Фредерик получил в Невшателе. Затем два года (1817—1819) преподавал французский язык в Санкт-Галлене. После этого он два года был гувернёром в Курляндии и ещё несколько лет (1821—1829) работал управляющим. В 1829—1831 годах Фредерик Дюбуа получает образование в Берлинском университете под руководством таких известных учёных, как геолог Леопольд фон Бух, натуралист Александр фон Гумбольдт, географ Карл Риттер. По некоторым данным, именно последний из них оказал огромное влияние на дальнейшую судьбу молодого учёного, порекомендовав ему совершить путешествие на Кавказ и в Крым.
В 1831—1834 годах Фредерик Дюбуа предпринял самостоятельную экспедицию на Юг России, которую он впоследствии описал в своём шеститомном сочинении «Путешествие вокруг Кавказа, к черкесам и абхазам, в Грузию, Армению и в Крым» (1839—1843). Особенный интерес представляет атлас иллюстраций, приложенный к этому произведению и содержащий большое количество рисунков и схем с описанием историко-архитектурных ценностей Крыма и Кавказа, многие из которых не дошли до наших дней.
После открытия в 1838 году Академии Невшателя Фредерик Дюбуа де Монперё начинает преподавать в ней археологию. В 1843 году с появлением кафедры археологии он становится её руководителем в звании профессора. В 1848 году швейцарский учёный оставил преподавательскую деятельность и покинул академию, чтобы целиком посвятить себя археологическим исследованиям Невшателя. В частности, в это время он произвёл раскопки в Cressier и Colombier, где он открыл остатки римской виллы.

## Атлас к «Путешествию вокруг Кавказа…»
Главное произведение Фредерика Дюбуа де Монперё до сих пор остается одним из самых уважаемых специалистами в области истории и археологии Причерноморья и Кавказа трудов, как первоисточник, зафиксировавший состояние ряда исчезнувших или полуразрушенных памятников в начале 1830-х годов.
Финансовую помощь в издании атласа иллюстраций Фредерика Дюбуа де Монперё оказало русское правительство и лично император Николай I. На сегодняшний день атлас является библиографической редкостью. В России сохранилось всего три экземпляра этого издания: в Российской государственной библиотеке, Российском географическом обществе Санкт-Петербурга и в Геленджикском историко-краеведческом музее.
Атлас состоит из 5 серий карт, планов, зарисовок, таблиц, расположенных по темам:
- I серия — География древняя и современная, содержит детальные карты различных частей Кавказа. Карты античной географии этого региона, планы достопримечательностей на 24 листах.
- II серия — Пейзажи и виды. Состоит из 75 рисунков. (издан в 1843 в Париже)
- III серия — Архитектура. Иллюстрирует стилевое разнообразие памятников Кавказа и Крыма.
- IV серия — Археология. Содержит детальные зарисовки артефактов, гробниц, барельефов, подписей.
- V серия — Геология. Изображены карты, схемы, разрезы, виды, панорамы наиболее интересных в геологическом отношении мест, зарисовки окаменелостей.[3]

Некоторые иллюстрации из атласа:
- Крым. Феодосия с подножия башни Папы Климента V. 1830-е
- Крым. Вид на гору Св.Илии и верхнюю долину Ласпи. 1830-е
- Татартупский минарет. Осетия.
- Крепость Аскана. Грузия.
- Шамкирская башня. Современный Азербайджан.
- Эчмиадзинский монастырь. Армения.

Материалы исследований Фредерика Дюбуа, относящиеся к России, были приобретены Императорской Академией наук в 1903 г. и по состоянию на 2013 год хранились в Санкт-Петербургском филиале Архива РАН.

## Основные труды
- Conchiologie fossile et aperçu géognostique des formations du plateau Wolhyni-Podotien. Schropp, Berlin 1831 (Ссылка)
- Voyage autour du Caucase, chez les Tscherkesses et les Abkhases, en Colchide, en Géorgie, en Arménie et en Crimée, 6 Bände, Librairie de Gide, Paris, 1839–1849, mit zusätzlichem Atlas, (Ссылка) = Reise um den Kaukasus zu den Tscherkessen und Abchasen, nach Kolchis, Georgien, Armenien und in die Krim. 3 Bände, Leske, Darmstadt 1842—1846 (Ссылка)
- La bataille de Granson. Zürich 1844
- Les monuments de Neuchâtel. Zürich 1852 (Ссылка)